# 필터 (수학)

집합 의 멱집합의 하세 도형. 녹색 원소들은 극대 필터를 구성하며, 반대로 흰색 원소들은 극대 순서 아이디얼을 구성한다.

순서론에서 필터(영어: filter)는 어떤 원순서 집합의 하향 상집합이며, 반대로 순서 아이디얼(順序ideal, 영어: order ideal)은 어떤 원순서 집합의 상향 하집합이다.
일반위상수학에서 필터의 개념은 점렬의 일반화로 사용되며, 수리논리학에서 필터는 초곱을 정의하는 데 쓰인다. 예를 들어, 초실수의 집합은 자연수 집합 위의 극대 필터를 사용하여 정의된다.

## 정의

### 필터와 순서 아이디얼
원순서 집합 {\displaystyle (X,\lesssim )}의 부분 집합 {\displaystyle S\subseteq X} 가운데 다음 두 조건을 만족시키는 것을 필터라고 한다.
- {\displaystyle S}는 하향 원순서 집합이다.
- {\displaystyle S}는 상집합이다.

원순서 집합 {\displaystyle (X,\lesssim )}의 부분 집합 {\displaystyle S\subseteq X} 가운데 다음 두 조건을 만족시키는 것을 순서 아이디얼이라고 한다.
- {\displaystyle S}는 상향 원순서 집합이다.
- {\displaystyle S}는 하집합이다.

### 소 필터와 소 순서 아이디얼
원순서 집합 {\displaystyle (X,\lesssim )}의 필터 {\displaystyle S\subseteq X}에 대하여, 만약 {\displaystyle X\setminus S}가 아이디얼이라면, {\displaystyle S}를 소 필터(영어: prime filter), {\displaystyle X\setminus S}를 소 순서 아이디얼(영어: prime order ideal)이라고 한다.

### 극대 필터와 극대 순서 아이디얼
원순서 집합 {\displaystyle (X,\lesssim )}의 필터들은 부분 집합 관계에 대하여 부분 순서 집합 {\displaystyle \operatorname {Filter} (X,\lesssim )}을 이루며, 만약 {\displaystyle X}가 하향 원순서 집합이라면 그 최대 원소는 {\displaystyle X\in \operatorname {Filter} (X,\lesssim )} 자체이다. 이 경우, {\displaystyle \operatorname {Filter} (X,\lesssim )\setminus \{X\}}의 극대 원소를 극대 필터(極大filter, 영어: maximal filter) 또는 초필터(超filter, 영어: ultrafilter 울트라필터[*])라고 한다.
마찬가지로, 원순서 집합 {\displaystyle (X,\lesssim )}의 순서 아이디얼들은 부분 집합 관계에 대하여 부분 순서 집합 {\displaystyle \operatorname {Ideal} (X,\lesssim )}을 이루며, 만약 {\displaystyle X}가 상향 원순서 집합이라면 그 최대 원소는 {\displaystyle X\in \operatorname {Ideal} (X,\lesssim )} 자체이다. 이 경우 {\displaystyle \operatorname {Ideal} (X,\lesssim )\setminus \{X\}}의 극대 원소를 극대 순서 아이디얼(極大順序ideal, 영어: maximal order ideal)라고 한다.
({\displaystyle X} 자체를 제외하는 것은 환론에서 극대 아이디얼을 정의할 때 환 자체를 제외하는 것과 유사하다.)

## 성질

### 합집합과 교집합
같은 원순서 집합 속의 두 필터의 합집합이나 교집합은 일반적으로 필터가 아니며, 순서 아이디얼의 경우도 마찬가지다. 다만, 원순서 집합 {\displaystyle (X,\lesssim )} 속의 필터들의 사슬 {\displaystyle {\mathcal {C}}\subseteq \operatorname {Filter} (X,\lesssim )}에 대하여, 합집합 {\displaystyle \textstyle \bigcup {\mathcal {C}}}은 필터를 이룬다. 그러나 교집합 {\displaystyle \bigcap {\mathcal {C}}}는 여전히 필터가 아닐 수 있다. 마찬가지로, 순서 아이디얼들의 사슬의 합집합은 순서 아이디얼이지만, 교집합은 순서 아이디얼이 아닐 수 있다.
예를 들어, 자연수 집합 {\displaystyle \mathbb {N} }에 서로 비교 불가능한 두 개의 무한대 {\displaystyle \infty }, {\displaystyle \infty '}를 추가하였을 때,
{\displaystyle F_{i}=\{n\in \mathbb {N} \colon n\geq i\}\cup \{\infty ,\infty '\}}
는 필터이지만,
{\displaystyle \bigcap _{i\in \mathbb {N} }F_{i}=\{\infty ,\infty '\}}
는 하향 원순서 집합이 아니므로 필터가 아니다.

### 극대 필터 정리
다음과 같은 데이터가 주어졌다고 하자.
- 하향 원순서 집합 {\displaystyle (X,\lesssim )}
- 필터 {\displaystyle F\subsetneq X}
- 최소 원소 {\displaystyle \bot \in X}. 즉, 모든 {\displaystyle x\in X}에 대하여 {\displaystyle \bot \lesssim x}이다.

극대 필터 정리(極大filter定理, 영어: maximal filter theorem)에 따르면, {\displaystyle F}를 포함하는 극대 필터가 항상 적어도 하나 이상 존재한다. 이는 초른 보조정리로 쉽게 증명된다.
마찬가지로, 최대 원소를 갖는 상향 원순서 집합 {\displaystyle (X,\lesssim )}에서, {\displaystyle X} 전체가 아닌 모든 순서 아이디얼은 극대 순서 아이디얼에 포함된다.

### 격자
격자 {\displaystyle L}의 부분 집합 {\displaystyle I\subseteq L}에 대하여 다음 세 조건이 서로 동치이다.
- {\displaystyle I}는 순서 아이디얼이다.
- 다음 세 조건이 성립한다.
  - 공집합이 아니다.
  - {\displaystyle x,y\in I}에 대하여 {\displaystyle x\lor y\in I}이다.
  - {\displaystyle x\in I} 및 {\displaystyle y\in L}에 대하여 {\displaystyle x\land y\in I}이다.
- {\displaystyle I=\phi ^{-1}(0)}인 이음 반격자 준동형 {\displaystyle \phi \colon L\to 2}가 존재한다.

격자 {\displaystyle L}의 부분 집합 {\displaystyle F\subseteq L}에 대하여 다음 세 조건이 서로 동치이다.
- {\displaystyle F}는 필터이다.
- 다음 세 조건이 성립한다.
  - 공집합이 아니다.
  - {\displaystyle x,y\in F}에 대하여 {\displaystyle x\land y\in F}이다.
  - {\displaystyle x\in F} 및 {\displaystyle y\in L}에 대하여 {\displaystyle x\lor y\in F}이다.
- {\displaystyle F=\phi ^{-1}(1)}인 만남 반격자 준동형 {\displaystyle \phi \colon L\to 2}가 존재한다.

격자 {\displaystyle L}의 부분 집합 {\displaystyle I\subseteq L}에 대하여 다음 세 조건이 서로 동치이다.
- {\displaystyle I}는 소 순서 아이디얼이다.
- {\displaystyle L\setminus I}는 소 필터이다.
- {\displaystyle I=\phi ^{-1}(0)}인 격자 준동형 {\displaystyle \phi \colon L\to 2}가 존재한다.

#### 필터 격자와 순서 아이디얼 격자
일반적인 격자의 순서 아이디얼/필터들의 부분 순서 집합은 격자일 필요가 없다. 순서 아이디얼들/필터들의 교집합이 공집합일 수 있기 때문이다. 유계 이음 반격자 {\displaystyle S}의 순서 아이디얼들의 부분 순서 집합 {\displaystyle \operatorname {Ideal} (S)}은 대수적 격자를 이룬다. (이는 모든 순서 아이디얼은 그 속의 주 순서 아이디얼들의 상한이며, 모든 주 순서 아이디얼은 순서 아이디얼 격자의 콤팩트 원소이기 때문이다.) 순서 아이디얼들의 집합 {\displaystyle {\mathcal {I}}\subseteq \operatorname {Ideal} (S)}의 상한과 하한은 다음과 같다.
{\displaystyle \bigvee {\mathcal {I}}=\{x\in S\colon x\leq i_{1}\vee \cdots \vee i_{n},\;i_{k}\in I_{k},\;k=1,\dots ,n,\;I_{1},\dots ,I_{n}\in {\mathcal {I}},\;n=1,2,\dots \}}
{\displaystyle \bigwedge {\mathcal {I}}=\bigcap {\mathcal {I}}}
쌍대적으로, 유계 만남 반격자 {\displaystyle S}의 필터들의 부분 순서 집합 {\displaystyle \operatorname {Filter} (S)}은 대수적 격자를 이룬다. (이는 모든 필터는 그 속의 주 필터들의 상한이며, 모든 주 필터는 필터 격자의 콤팩트 원소이기 때문이다.) 필터들의 집합 {\displaystyle {\mathcal {F}}\subseteq \operatorname {Filter} (S)}의 상한과 하한은 다음과 같다.
{\displaystyle \bigvee {\mathcal {F}}=\{x\in S\colon x\geq f_{1}\wedge \cdots \wedge f_{n},\;f_{k}\in F_{k},\;k=1,\dots ,n,\;F_{1},\dots ,F_{n}\in {\mathcal {F}},\;n=1,2,\dots \}}
{\displaystyle \bigwedge {\mathcal {F}}=\bigcap {\mathcal {F}}}
반대로 모든 대수적 격자는 어떤 유계 이음 반격자의 순서 아이디얼 격자와 동형이며, 마찬가지로 어떤 유계 만남 반격자의 필터 격자와 동형이다.:53, Theorem 42
격자 {\displaystyle L}에 대하여, 다음 세 조건이 서로 동치이다.:111, Corollary 104
- 순서 아이디얼들의 부분 순서 집합 {\displaystyle \operatorname {Ideal} (L)}은 분배 격자이다.
- 필터들의 부분 순서 집합 {\displaystyle \operatorname {Filter} (L)}은 분배 격자이다.
- {\displaystyle L}은 분배 격자이다.

#### 볼록 부분 격자
원순서 집합 {\displaystyle (X,\lesssim )}의 부분 집합 {\displaystyle S\subseteq X}가 다음 두 조건을 만족시키면, (순서) 볼록 집합(영어: (order) convex set)이라고 한다.
- 임의의 {\displaystyle x,y\in S} 및 {\displaystyle z\in X}에 대하여, 만약 {\displaystyle x\lesssim z\lesssim y}라면, {\displaystyle z\in S}

격자 {\displaystyle L}의 순서 아이디얼 {\displaystyle I}와 필터 {\displaystyle F}의 교집합 {\displaystyle I\cap F}는 항상 {\displaystyle L}의 볼록 부분 격자이다. 반대로, 모든 공집합이 아닌 볼록 부분 격자는 순서 아이디얼과 필터의 교집합으로 유일하게 나타낼 수 있다.:34, Lemma 9
증명:
격자 {\displaystyle L}의 순서 아이디얼 {\displaystyle I}와 필터 {\displaystyle F}가 주어졌다고 하자. {\displaystyle I}와 {\displaystyle F}가 부분 격자이므로, 교집합 역시 부분 격자이다. {\displaystyle x,y\in I\cap F} 및 {\displaystyle z\in L}이 주어졌고, {\displaystyle x\leq z\leq y}라고 하자. 그렇다면 {\displaystyle I}가 하집합이므로 {\displaystyle z\in I}이며, {\displaystyle F}가 상집합이므로 {\displaystyle z\in F}이다. 따라서, {\displaystyle I\cap F}는 {\displaystyle L}의 볼록 부분 격자이다.
반대로, {\displaystyle L}의 볼록 부분 격자 {\displaystyle S}가 주어졌다고 하자. 그렇다면, {\displaystyle S}는 상향 집합이자 하향 집합이다. {\displaystyle S}를 포함하는 최소의 순서 아이디얼 {\displaystyle \mathop {\downarrow } S} 및 필터 {\displaystyle \mathop {\uparrow } S}를 생각하자. 그렇다면, 자명하게 {\displaystyle S\subseteq \mathop {\downarrow } S\cap \mathop {\uparrow } S}이다. 또한, {\displaystyle S}가 볼록 부분 격자이므로 {\displaystyle \mathop {\downarrow } S\cap \mathop {\uparrow } S\subseteq S}이다. 따라서 {\displaystyle S}는 순서 아이디얼 {\displaystyle \mathop {\downarrow } S}와 필터 {\displaystyle \mathop {\uparrow } S}의 교집합이다.
이제, {\displaystyle L}의 볼록 부분 격자 {\displaystyle S=I\cap F}가 순서 아이디얼 {\displaystyle I}와 필터 {\displaystyle F}의 교집합이라고 하자. 쌍대성에 따라, {\displaystyle I=\mathop {\downarrow } S}를 보이면 족하다. {\displaystyle S\subseteq I}이므로 {\displaystyle \mathop {\downarrow } S\subseteq I}이다. 반대로 {\displaystyle x\in I}라고 하자. 임의의 {\displaystyle y\in S}를 취하자. 그렇다면, {\displaystyle y\in I}이므로 {\displaystyle x\vee y\in I}이며, {\displaystyle y\in F}이므로 {\displaystyle x\vee y\in F}이다. 즉, {\displaystyle x\vee y\in S}이다. {\displaystyle x\leq x\vee y}이므로, {\displaystyle x\in \mathop {\downarrow } S}이다.

### 불 대수
불 대수 {\displaystyle (B,\lor ,\land ,\lnot )}는 다음과 같이 표준적으로 가환환으로 여길 수 있다.
{\displaystyle xy=x\land y}
{\displaystyle x+y=(x\lor y)\land \lnot (x\land y)}
또한, 불 대수 {\displaystyle (B,\lor ,\land ,\lnot )}는 다음과 같이 표준적으로 부분 순서 집합으로 여길 수 있다.
{\displaystyle x\leq y\iff x=x\land y\iff y=x\lor y}
그렇다면, {\displaystyle B}의 순서 아이디얼의 개념은 가환환으로서의 아이디얼의 개념과 일치한다.
불 대수 {\displaystyle B} 위의 필터 {\displaystyle {\mathcal {U}}}에 대하여 다음 조건들이 서로 동치이다.
- {\displaystyle {\mathcal {U}}}는 극대 필터이다.
- 임의의 {\displaystyle x\in B}에 대하여, {\displaystyle x\in {\mathcal {U}}}이거나 {\displaystyle \lnot x\in {\mathcal {U}}}이다.
- {\displaystyle B\setminus {\mathcal {U}}}는 극대 순서 아이디얼이다.

### 그물의 유도 필터
집합 {\displaystyle X}와 상향 원순서 집합 {\displaystyle (I,\lesssim )} 및 그물 {\displaystyle x_{\bullet }\colon I\to X}가 주어졌다고 하자. 그렇다면, {\displaystyle (x_{i})_{i\in I}}의 꼬리들의 집합
{\displaystyle \left\{\{x_{i'}\colon i\lesssim i'\}\colon i\in I\right\}}
은 하향 원순서 집합을 이루며, 이로부터 생성되는 필터
{\displaystyle \left\{S\subseteq X\colon \exists i\in I\colon \{x_{i'}\colon i\lesssim i'\}\subseteq S\right\}}
를 그물 {\displaystyle x_{\bullet }}의 유도 필터(영어: derived filter)라고 한다.
마찬가지로, 집합 {\displaystyle Y}와 하향 원순서 집합 {\displaystyle (J,\lesssim )} 및 함수 {\displaystyle y_{\bullet }\colon J\to Y}가 주어졌다고 하자. 그렇다면, {\displaystyle (y_{j})_{j\in J}}의 머리들의 집합
{\displaystyle \left\{\{y_{j'}\colon j'\lesssim j\}\colon j\in J\right\}}
은 상향 원순서 집합을 이루며, 이로부터 생성되는 아이디얼
{\displaystyle \left\{S\subseteq Y\colon \exists j\in J\colon \{x_{j'}\colon j'\lesssim j\}\subseteq S\right\}}
를 {\displaystyle y_{\bullet }}의 유도 순서 아이디얼(영어: derived order ideal)라고 한다.
수열은 그물의 특수한 경우이므로, 마찬가지로 유도 필터를 정의할 수 있다.

### 필터에 대응되는 그물
모든 그물에 필터가 대응되는 것처럼, 모든 필터에도 그물을 대응시킬 수 있다. 따라서, 위상 수학에서 그물 이론과 필터 이론은 사실상 동치이다.
집합 {\displaystyle X}의 멱집합 {\displaystyle ({\mathcal {P}}(X),\subseteq )}의 부분 집합 {\displaystyle {\mathcal {F}}\subseteq {\mathcal {P}}(X)}가 주어졌을 때, 집합
{\displaystyle I=\{(x,A)\colon x\in A\in {\mathcal {F}}\}\subseteq X\times {\mathcal {F}}}
에 다음과 같은 원순서를 줄 수 있다.
{\displaystyle (x,A)\lesssim (y,B)\iff A\subseteq B}
만약 {\displaystyle {\mathcal {F}}}가 상향 원순서 집합이며 {\displaystyle {\mathcal {F}}\neq \{\varnothing \}}이라면 {\displaystyle I} 역시 상향 원순서 집합이며,
{\displaystyle n\colon I\to X}
{\displaystyle n\colon (x,A)\mapsto x}
는 그물을 이룬다.
반대로, {\displaystyle {\mathcal {F}}}가 하향 원순서 집합이며 {\displaystyle {\mathcal {F}}\neq {\mathcal {P}}(X)}라면 {\displaystyle I} 역시 하향 원순서 집합이며,
{\displaystyle n\colon I^{\operatorname {op} }\to X}
{\displaystyle n\colon (x,A)\mapsto x}
는 그물을 이룬다.

### 멱집합 위의 필터
집합 {\displaystyle X}의 멱집합 {\displaystyle ({\mathcal {P}}(X),\subseteq )} 위의 필터 {\displaystyle {\mathcal {U}}}에 대하여 다음 조건들이 서로 동치이다.
- {\displaystyle {\mathcal {U}}}는 극대 필터이다.
- {\displaystyle {\mathcal {U}}\neq {\mathcal {P}}(X)}이며, 임의의 {\displaystyle A,B\subseteq X}에 대하여, 만약 {\displaystyle A\cup B\in {\mathcal {U}}}라면 {\displaystyle A\in {\mathcal {U}}}이거나 {\displaystyle B\in {\mathcal {U}}}이다.
- {\displaystyle {\mathcal {U}}\neq {\mathcal {P}}(X)}이며, 임의의 {\displaystyle A\subseteq X}에 대하여, {\displaystyle A\in {\mathcal {U}}}이거나 {\displaystyle X\setminus A\in {\mathcal {U}}}이다.

따라서, 집합 {\displaystyle X}의 멱집합 {\displaystyle ({\mathcal {P}}(X),\subseteq )} 위의 극대 필터 {\displaystyle {\mathcal {U}}\subseteq {\mathcal {P}}(X)}는 대략 "대부분"의 개념의 추상화로 여길 수 있다. 즉, 어떤 집합의 부분 집합 {\displaystyle A\subseteq X}는 "대부분"이거나 ({\displaystyle A\in {\mathcal {U}}}), 아니면 그 여집합이 "대부분"이다 ({\displaystyle X\setminus A\in {\mathcal {U}}}).
한원소 부분 집합에 대한 주 필터
{\displaystyle \uparrow \{x\}=\{S\subseteq X\colon x\in S\}}
는 극대 필터이다. 유한 집합의 멱집합 위의 극대 필터는 모두 위와 같은 꼴이다.

#### 완비 극대 필터
기수 {\displaystyle \kappa }에 대하여, {\displaystyle \kappa }-완비 극대 필터(영어: {\displaystyle \kappa }-complete maximal filter)는 다음 성질을 만족시키는, 집합 위의 극대 필터 {\displaystyle {\mathcal {U}}}이다.
- 임의의 {\displaystyle {\mathcal {V}}\subset {\mathcal {U}}}에 대하여, 만약 {\displaystyle |V|<\kappa }라면 {\displaystyle \textstyle \bigcap {\mathcal {V}}\in {\mathcal {U}}}이다.

정의에 따라, 모든 극대 필터는 {\displaystyle \aleph _{0}}-완비 극대 필터이다.
집합 {\displaystyle X} 위의 극대 필터 {\displaystyle {\mathcal {U}}}의 완비성 {\displaystyle \kappa }는 다음 조건을 만족시키는 가장 작은 기수이다.
- {\displaystyle \textstyle \bigcap {\mathcal {V}}\not \in {\mathcal {U}}}이며 {\displaystyle |{\mathcal {V}}|=\kappa }인 {\displaystyle {\mathcal {V}}\subset {\mathcal {U}}}가 존재한다.

만약 완비성이 존재한다면, 완비성은 정의에 따라 항상 {\displaystyle \aleph _{0}} 이상이다. 주 극대 필터의 경우, 완비성이 존재하지 않는다.

## 예

### 자명한 필터
임의의 하향 원순서 집합 {\displaystyle (X,\lesssim )} 속에서, {\displaystyle X} 자체는 필터를 이룬다. 마찬가지로, 임의의 상향 원순서 집합 {\displaystyle (X,\lesssim )} 속에서, {\displaystyle X} 자체는 순서 아이디얼을 이룬다.

### 주 필터와 주 아이디얼
어떤 원소 {\displaystyle x}를 포함하는 가장 작은 필터를 주 필터(영어: principal filter)로 부르며,
{\displaystyle \uparrow x=\{y\in X\colon x\lesssim y\}}
로 표기한다. 어떤 원소 {\displaystyle x}를 포함하는 가장 작은 아이디얼을 주 순서 아이디얼(영어: principal order ideal)로 부르며,
{\displaystyle \downarrow x=\{y\in X\colon y\lesssim x\}}
로 표기한다.
원순서 집합 {\displaystyle (X,\lesssim )}의 극소 필터는 그 극대 원소로 생성되는 주 필터이다. 마찬가지로, 원순서 집합의 극소 순서 아이디얼은 그 극소 원소로 생성되는 주 순서 아이디얼이다.

### 프레셰 필터
집합 {\displaystyle S} 및 무한 기수 {\displaystyle \aleph _{0}\leq \kappa }에 대하여,
{\displaystyle {\mathcal {F}}_{\kappa }(S)=\{T\subset S\colon |S\setminus T|<\kappa \}}
는 {\displaystyle S}위의 필터를 이룬다. 만약 {\displaystyle \kappa =\aleph _{0}}이라면, 이는 쌍대유한집합들의 집합이며, 이를 프레셰 필터(영어: Fréchet filter)라고 한다.

### 근방 필터
위상 공간에서, 주어진 점의 모든 근방들은 근방 필터라는 필터를 이룬다. 필터가 주어진 점에 수렴한다는 것은 근방 필터를 포함하는 것을 의미한다.

## 역사
순서 아이디얼의 개념은 불 대수에 대하여 1934년에 마셜 하비 스톤이 도입하였다. "순서 아이디얼"이라는 이름은 불 대수의 순서 아이디얼은 가환환으로서의 아이디얼과 일치하기 때문에 사용되었다.  1937년에 스톤은 순서 아이디얼을 격자에 대하여 "μ-아이디얼"(영어: μ-ideal)이라는 이름으로 일반화하였다.:3, Definition 1 마찬가지로, 스톤은 격자 속의 필터를 "α-아이디얼"(영어: α-ideal)이라고 명명하였다.:4, Definition 1
이와 독자적으로, 앙리 카르탕은 1937년에 점렬의 개념을 일반화하여 "필터"(프랑스어: filtre 필트르[*])와 "초필터"(프랑스어: ultrafiltre 윌트라필트르[*])라는 용어를 도입하였다. 이후 니콜라 부르바키가 이 개념을 널리 사용하여 대중화하였다.